# René Gerber
René Gerber (* 29. Juni 1908 in Travers; † 21. November 2006 in Bevaix) war ein Schweizer Komponist.

## Leben und Werk
Nach einer naturwissenschaftlichen Matura nahm René Gerber 1928 zunächst ein Studium der Zahnmedizin in Zürich auf. Er hatte in der Kindheit bei seiner Tante mütterlicherseits, die Sängerin war, Musikeinführungen erhalten. Er vergass diese Musikstunden nicht und ging – auch während seines Zahnmedizinstudiums – oft in Konzerte. Der Besuch eines Konzerts von Volkmar Andreae in der Züricher Tonhalle im November 1929 orientierte ihn endgültig in Richtung der Musik als Beruf. Er absolvierte von 1930 bis 1933 bei Paul Müller und Volkmar Andreae am Züricher Konservatorium eine Musikausbildung, die eigentlich viel mehr Jahre hätte in Anspruch nehmen müssen. Er brach damit den Widerstand seiner Eltern, die sich ein künstlerisches Studium für ihren Sohn nicht vorstellen konnten. 1934 studierte er dann bei Paul Dukas, Nadia Boulanger und weiteren an der Ecole Normale de Musique in Paris.
Von 1940 bis 1947 wirkte Gerber zunächst als Musiklehrer am Collège latin in Neuenburg. Von 1947 bis 1951 wirkte er dann als Direktor des Konservatoriums von Neuenburg. Seit diesem Zeitpunkt war er als Komponist und auch als Schriftsteller (Histoire de l'orchestre, De l'unicité des arts) und Organisator von Gemäldeausstellungen in seiner eigenen Kunstgalerie in Bevaix tätig. Als Komponist setzte er sich vorwiegend mit klassischen Formtypen und dem französischen Impressionismus auseinander. Zudem unternahm er polytonale Kompositionsversuche.

## Musikwerke von René Gerber
Neben kammermusikalischen Werken, Konzerten für verschiedene Instrumente, Vokalmusik für Chor und Solostimmen und diverser Klaviermusik werden hier folgende Werke erwähnt:
- L'Hommage à Ronsard (1933).
- Aucassin de Nicolette (1933).
- Les Heurs de France (1934).
- Trois Suites françaises (1933 bis 1939).
- Trois Paysages de Breughel (1942).
- Drei spanische Tänze (1945).
- Le Sablier.
- Le Terroir animé.
- Les Heures vénitiennes (Ballett).
- Suite L'imagier médiéval (1952)
- Roméo et Juliette (Oper, 1957–1961).
- Lais corinthiaca (1957).
- Suite brévinière (1960).
- Le moulin de la galette für Orchester (1970).